# Gäddeviks naturreservat, Kungsbacka kommun
Gäddevik är ett naturreservat i Fjärås socken i Kungsbacka kommun i Halland.
Reservatet betsår av två skogklädda uddar som skjuter ut i sjön Lygnerns södra strand. Området är skyddat sedan 1984 och 37 hektar stort.
Området består mest av bokskog och lövblandskog. Gäddevik har ett rikt djurliv och här finns en rik kryptogamflora med hotade arter som grynig lundlav, kornbandmossa och rosa lundlav. Inom reservatets norra del finns en vandringsled och inom reservatet finns både sandstrand och klippor.